# Aicha Fall
Aicha Fall (sinh ngày 31 Tháng 12 năm 1993)  là một Mauritania Á hậu trung khoảng cách người thi đấu tại Thế vận hội mùa hè năm 2012 trong 800 m nữ sự kiện. Cô sinh ra ở Nouakchott, Mauritania.